# Tucho Rivera
Tucho Rivera (nacido el 15 de abril de 1942 en Luque, Paraguay) es un cantante paraguayo. Músico, productor y compositor internacional. A su llegada a Europa, fue bautizado como El Trovador del Mundo, llevando consigo el folclore de su país.

## Biografía
Tucho Rivera nació en la ciudad de Luque. Desde pequeño se interesó por la música, comenzando a muy temprana edad su primeros aprendizajes con la guitarra, a mano de su tío Cristino Araujo.
Su primera grabación fue la polca "Concepcionera", acompañado por el conjunto del gran compositor Dionisio Valiente. En sus inicios, participó como cantante en diversas orquestas típicas de Luque (Roberto González, Rodrigo Benítez y los Príncipes del Compás Gran típica Orrego). Más adelante, con su objetivo de profesionalizar su pasión, formó el trío "Coral".
Tiempo después, decidió viajar a Argentina, donde integró el cuarteto "Los Ases de América", del cual también formó parte, Dionisio Villamayor, Nicolás Barrios y, como director musical, el gran Maestro Oscar Cardozo Ocampo, a través del cual pudo realizar sus estudios de solfeo, y vocalización en un conservatorio de música en Buenos Aires.
Tras formarse, decidió regresar a su país de origen, Paraguay. A su llegada, con el objetivo de establecerse como artista dentro del panorama, formó su propio grupo musical, "Los de Tauro", aún hoy recordado. Gracias a la invitación del inigualable Luis Alberto del Paraná, el cuarteto pudo viajar a Inglaterra y conseguir sus primeros contratos en Londres, siendo este el inicio de la expansión internacional de Tucho Rivera. 
En su ímpetu por conseguir consolidarse con un músico de gran nivel, recorrió con su arte los escenarios de Paris, Roma, Alemania, Grecia, Egipto, Suiza, Holanda, Bulgaria, China, Rusia, Los Emiratos Árabes, Arabia Saudita y España, donde le bautizaron como "Tucho Rivera: El Trovador del mundo" y se estableció temporalmente.
Tras formalizar su residencia en Europa en 1970, logró consolidarse como un músico de gran nivel. Grabó numerosos discos y CDs, tanto en España como en Paraguay, destacando en cada trabajo la fuerte unión a sus raíces. Un claro ejemplo de su amor y cariño al folclore paraguayo, fue el lanzamiento del volumen de "Emiliano Re", donde se incluyen canciones exclusivamente paraguayas. Entre sus composiciones, cabe destacar A mi Luque, Mi Pequeñita Anahí, Salud Mi Gran Nación, Che Sy Rojhechagaú, Noelia, Pobre Niño de la Calle, Verónica, etc. 
Actualmente, Tucho Rivera tiene su propio estudio de grabación, donde continúa produciendo y componiendo.

## Distinciones
- Disco de oro, 1975
- Homenaje a Tucho Rivera, 2 diciembre 2006.[1]